# Gajusz Licyniusz Macer Starszy

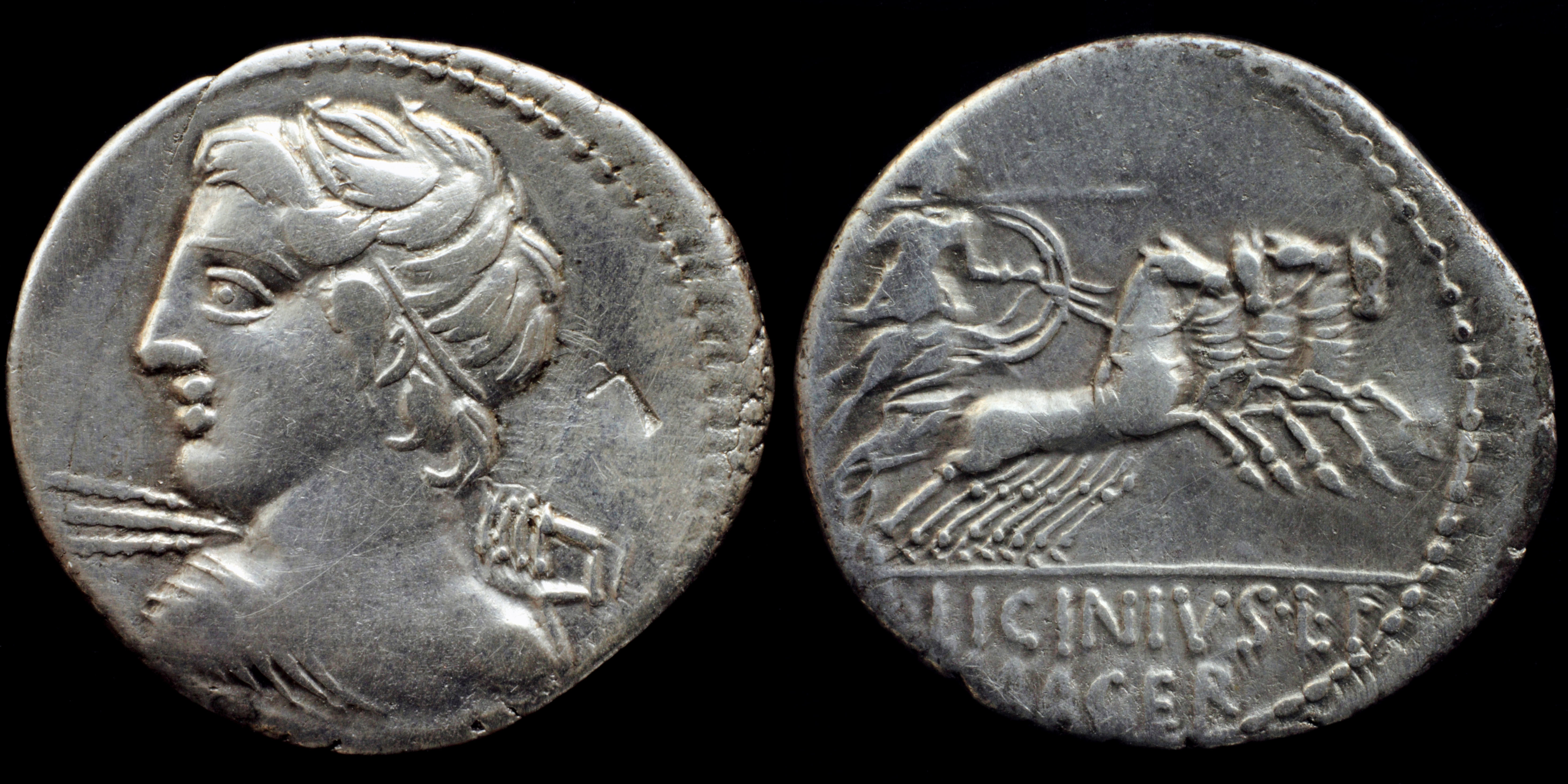
Srebrny denar wybity przez Licyniusza w Rzymie (84 p.n.e.)
Awers: popiersie Veiovisa z diademem, ciskającego gromy. Rewers: uzbrojona Minerwa z włócznią i tarczą w kwadrydze

Gajusz Licyniusz Macer, łac. Caius Licinius Macer (ur. ok. 107 p.n.e. – zm. 66 p.n.e.) – rzymski polityk, mówca i historyk, zaliczany do annalistów młodszych.
Był czynnym stronnikiem popularów, zajmował się także obroną sądową. Po sprawowaniu namiestnictwa w jednej z prowincji, oskarżono go o zdzierstwa. Został uznany za winnego i skazany na wygnanie. Zaskoczony tym wyrokiem, zmarł w niejasnych okolicznościach.
Jego dzieło historyczne nie zachowało się do naszych czasów, poza niewielką liczbą fragmentów. Przedstawiało dzieje Rzymu od jego początku do nieznanego nam momentu. Na tle innych annalistów młodszych Licyniusz Macer wyróżniał się, jak się wydaje, dociekliwością i rzetelnością, mimo manipulacji dla podkreślenia racji popularów i zasług własnego rodu. Cyceron, osobiście mu niechętny, krytycznie oceniał jego pracę, ale z racji stylu, nie zaś wiarygodności. Wykorzystywali ją Dionizjusz z Halikarnasu oraz Tytus Liwiusz, dla którego była ona jednym z podstawowych źródeł dotyczących początków Rzymu.

## Życiorys
Gajusz Licyniusz Macer urodził się około 107 roku p.n.e., pochodził ze znakomitego rodu plebejskiego. Był protegowanym Marka Licyniusza Krassusa, podobno przyjaźnił się z Lucjuszem Korneliuszem Syzenną. Związał się ze stronnictwem popularów, którego był zdecydowanym zwolennikiem. W 73 roku p.n.e. piastował urząd trybuna ludowego. Wystąpił wówczas przeciw prawom Sulli, domagając się przywrócenia pełni uprawnień trybuńskich. Rozmowy na ten temat prowadził z nim Pompejusz. Dla osłabienia pozycji optymatów, Licyniusz Macer wzywał prostych obywateli, aby nie podejmowali służby wojskowej.
W 68 roku p.n.e. sprawował preturę, a rok później, w randze propretora, objął zarząd jednej z prowincji (nie wiadomo jednak której konkretnie). Gdy powrócił do Rzymu w 66 roku p.n.e., oskarżono go o zdzierstwa, których miał się dopuścić jako namiestnik. Liczył na uniewinnienie dzięki protekcji Krassusa, ale trybunał de repetundis (zajmujący się sprawami takich nadużyć w prowincjach), pod przewodnictwem Marka Tuliusza Cycerona, uznał go za winnego i skazał na wygnanie. Zaskoczyło to mocno Macera, który wkrótce na wieść o wyroku zmarł. Okoliczności jego zgonu nie są do końca jasne – antyczne przekazy podają dwa wyjaśnienia. Plutarch jako przyczynę śmierci wymienił atak serca, natomiast Waleriusz Maksymus twierdził, że polityk popełnił samobójstwo. Jego synem był Gajusz Licyniusz Macer Kalwus. 
Poza działalnością polityczną Macer Starszy występował jako obrońca sądowy. Wedle oceny Cycerona, zawartej w dialogu Brutus, był w tym sumienny, dokładnie zbierał materiały i potrafił metodycznie je wykorzystać, jednak zarówno te zdolności, jak i talent retoryczny, przekreślały jego cechy charakteru i sposób życia. Ta surowa ocenia była efektem nieprzychylności Arpinaty wobec niego, co wynikało z odmiennych poglądów politycznych.
Z dorobku oratorskiego Macera praktycznie nic się nie zachowało. Pewne domysły na temat kształtu jednej z jego mów próbuje się wysnuć na podstawie przekazu Salustiusza, natomiast z innej (Pro Tuscis, w której bronił miast etruskich pokrzywdzonych w wyniku kolonizacji Sulli) zachował się tylko fragment zdania.

## Dzieło

### Stan zachowania
Licyniusza Macera zalicza się do annalistów młodszych i podobnie jak ich dorobek, także jego dzieło nie przetrwało w całości do naszych czasów. Zachowało się z niego tylko dwadzieścia pięć fragmentów, które wydano w zbiorze Historicorum Romanorum reliquiae Hermanna Petera. 

### Tytuł, układ, zawartość
Nie ma pewności co do jego tytułu. Powołujący się nań Pryscjan pisał o Annales, z kolei Makrobiusz o Historiae, a Noniusz posługiwał się wymiennie oboma tymi tytułami. Praca obejmowała dzieje Rzymu, w układzie annalistycznym, od samych początków Miasta Wilczycy, nie wiadomo jednak na jakim wydarzeniu została zakończona. Być może autor przedstawił w niej wojnę z Jugurtą, możliwe też, że nie podjął najnowszych wypadków i nie ukończył jej w ogóle z powodu nagłej śmierci. Dzieło liczyło co najmniej 14 lub 16 ksiąg. 
Ze względu na niewielką liczbę zachowanych fragmentów, pochodzących tylko z dwóch pierwszych ksiąg, nie da się ocenić jego zawartości, ani podejmować prób rekonstrukcji układu materiału. Wydaje się, że Macer sporo miejsca poświęcił epoce królewskiej w dziejach Rzymu. W znanych urywkach pojawiają się informacje o Romulusie i Remusie oraz kalendarzu z czasów panowania pierwszego z nich. Dziejopis próbował także ustalić datę przybycia Tarkwiniusza Starszego do Rzymu. Już okresu republiki dotyczą pozostałe zachowane fragmenty, traktujące między innymi o bitwie z Latynami nad jeziorem Regillus (496 p.n.e.), klęsce pod Kremerą w Etrurii (477 p.n.e.), genezie konsulatu i dyktatury. Relikty drugiej księgi poświęcone są wojnie z Pyrrusem, co może wskazywać na to, że wczesne dzieje Rzymu autor potraktował jako wstęp. Trudno określić źródła z jakich korzystał, prawdopodobnie sięgnął po pracę Gnejusza Gelliusza.
O jego stylu i walorach literackich nie da się nic powiedzieć, pozostaje jedynie opinia Cycerona, który pod względem wartości literackiej oceniał ją nisko. Krytykował sposób narracji, zarzucał niedorzeczność w komponowaniu mów postaci historycznych i przesadną wzniosłość.

### Zanczenie
W późniejszych latach z pracy Licyniusza Macera korzystali Kwintus Eliusz Tuberon, w jakimś stopniu Salustiusz oraz Dionizjusz z Halikarnasu i Tytus Liwiusz. Dwaj ostatni powoływali się na niego we fragmentach dotyczących dawnych dziejów Rzymu. Dla Liwiusza dzieło to było jednym z podstawowych źródeł przy opisie początków Miasta Wilczycy. Jeszcze w późnym cesarstwie zostało wykorzystane przez autora Orgio gentis Romanae (Początki narodu rzymskiego),  części Corpus Aurelianum, najprawdopodobniej z IV  wieku naszej ery.

### Wiarygodność przekazu
Wiarygodność Macera była dwojako oceniana. Część badaczy, w ślad za Theodorem Mommsenem, wyrażała się o nim bardzo krytycznie, traktując wręcz jako fałszerza przeszłości. Tak negatywna opinia nadal powtarzana jest w literaturze, w której wszyscy annaliści młodsi mają podobnie fatalną reputację. Z czasem jednak pojawiły się przychylniejsze oceny jego twórczości, widzące w niej więcej pozytywnych stron, wyrażane chociażby przez Friedricha Münzera, Martina Schanza i Carla Hosiusa. Opierają się w tym także na przekazach antycznych, bowiem nawet niechętny Licyniuszowi Cyceron nie podważał jego wiarygodności, zaś Liwiusz wysoko go cenił i wyrażał się o nim z uznaniem. Podał też informacje wskazujące, że ten annalista wyróżniał się na tle pozostałych skrupulatnością, zainteresowaniami antykwarycznymi i chęcią zbadania źródeł w jego czasach jeszcze nie wykorzystanych. Wedle Liwiusza sięgnął do dawnych dokumentów, w tym libri lintei ze świątyni Junony Monety – przekazów spisanych na lnianych zwojach, zawierających listy urzędników, odmienne od oficjalnych w pewnych miejscach (nic więcej o nich nie wiadomo, być może zawierały też inne informacje). Ponadto odkrył i wykorzystał w swej pracy tekst traktatu sojuszniczego Rzymu z Ardeą z 444 roku p.n.e. Wykazywał też bystrość, poszukując genezy dyktatury w tradycji latyńskiej, chęć zadbania o chronologiczną precyzję (stąd próby ustalania dat wydarzeń), nie wyolbrzymiał nadmiernie chociażby liczby poległych przeciwników w bitwach, jak czynił to Waleriusz Antias.
Nie był jednak wolny od potknięć typowych dla reszty dziejopisów swojej doby, Liwiusz bowiem przyznawał, iż nadmiernie dbał o prestiż swego rodu, podkreślając osiągnięcia jego członków (szczególnie Gajusza Licyniusza Stolona z IV wieku p.n.e.), czasem posuwając się w tym do manipulacji. Jako jedyny spośród annalistów młodszych był czynnym politykiem, co również rzutowało na jego pracę. Konflikty między patrycjuszami a plebejuszami z wcześniejszych epok przedstawił jak walkę stronnictw, w których sam uczestniczył. Jako popular zapewne pragnął stworzyć alternatywny obraz historii wobec wizji optymatów. Stąd zapewne wynika, widoczne w zachowanych fragmentach, podkreślanie sprawiedliwości rządów Romulusa, przeciwstawianego Tytusowi Tacjuszowi, czy chęć zmiany opinii na temat plebejskiego edyla Gnejusza Flawiusza z 304 roku p.n.e. Jeśli doprowadził swoje dzieło do czasów Sulli, to z pewnością potępił jego działalność. W poglądach był bliski Gajuszowi Fanniuszowi, lecz bardziej od niego radykalny, również z tego powodu posuwał się do pewnych manipulacji.